# اللغة المانينكية
اللغة المانينكية هي لغة يتحدث بها الشعب الماندينغي في غينيا  وهي اللغة الرئيسية في غينيا العليا وقد كانت لغة الحكومة والقضاء في مملكة مالي.يقدر عدد من يتحدثون اللغة المانينكية بحوالي 5 ملايين شخص.